# Meteor
Meteor（メテオ）はアダルトゲームブランド。
ナインプラネッツ有限会社のブランドとしてコンテンツ・ソフト協同組合に加盟していたが、2008年4月30日に解散。その後はユーザーサポートのみ継続していた。この間の全ての作品において、Yuyiが原画を手がけている。所属していたスタッフは同年9月に新ブランド・Cometを立ち上げている。
2010年3月、有限会社シルバーバレットのブランドとして再始動したことを新たな公式サイト上で告知し、以降活動を再開した。CG・シナリオなどスタッフは一新している。Yuyiは引き続き原画として参加しているが、以前のように全作品で原画として関わっているわけではない。
2012年3月発売のPrincess-Styleを最後に再度活動を休止。公式サイトも消滅した。

## 作品一覧
ナインプラネッツ時代
- 神樹の館（2004年9月24日）
- 恋Q! 〜恋とHの乱れ射ち〜（2005年6月10日）
- ゆ・め・く・み! 〜訳あり物件、妖精つき〜（2006年1月27日）
- ちょこっと☆ばんぱいあ!（2006年11月17日）
- Clover Point（2007年12月21日）

シルバーバレット時代
- 汐見崎学園演劇部 恋♡ぷれ 〜あなたといちゃいちゃろーるぷれいんぐ!〜（2010年9月24日）
- Marguerite Sphere -マーガレットスフィア-（2011年4月22日）
- Princess-Style（2012年3月30日）

## 主なスタッフ
ナインプラネッツ時代
原画
Yuyi
シナリオ
神堂劾
沢柾機
音楽
HT-SOUND
シルバーバレット時代
原画
Yuyi